# Émile Bigo-Danel
Pour les articles homonymes, voir Bigo et Danel.
Émile Louis Bigo, né le 23 juin 1836 à Lille et mort le 27 mars 1919 à Saint-Jean-de-Luz, à l'âge de 82 ans, est un industriel français. 
Il est le petit-fils de Louis Dominique Joseph Bigo, ancien maire de Lille (1834 - 1848), ainsi que le beau-frère et associé de Léonard Danel, un imprimeur réputé de son époque.

## Biographie

Blason de la famille Bigo.

Émile Bigo est un industriel lillois, qui s'est associé à son beau-frère Léonard Danel président de l'Imprimerie Danel (fondée en 1697), qui lui laisse à sa mort les rênes de l'imprimerie. Largement reconnu dans sa profession, Emile Bigo est médaillé d'or par deux fois aux Expositions universelles de 1878 et de 1889. À la suite de son apparition à l'Exposition universelle de Chicago en 1893, il est nommé Chevalier de la Légion d'honneur, le 2 avril 1894.
Il sera promu Officier de la Légion d'honneur en 1911 .
E. Bigo est sur tous les fronts dans sa ville natale, il cumule plusieurs fonctions importantes et stratégiques. Il est par exemple conseiller municipal de la ville de Lille, président de la Société des sciences de Lille, mais également vice-président de la Société industrielle du Nord de la France, et aussi vice-président des Mines de Lens dont son grand-père était le fondateur.

## Distinctions
- Officier de l'Instruction publique
- Officier du Nichan Iftikhar
- Officier de la Légion d'honneur

## Œuvres
- Monographie du mineur. Dans : "Bulletin de la société industrielle du Nord de la France". L. Danel (Lille, 1906) Texte disponible en ligne sur LillOnum